# Fedir Anders

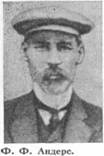
Fedir Anders

Fedir Ferdynandowytsch Anders (ukrainisch Федір Фердинандович Андерс, russisch Фёдор Фердинандович Андерс /Fjodor Ferdinandowitsch Anders; * 21. Maijul. / 2. Juni 1868greg. in Kiew, Gouvernement Kiew, Russisches Kaiserreich; † 31. Mai 1926 in Kiew, Ukrainische SSR) war ein ukrainischer Ingenieur und Erbauer des ersten ukrainischen Luftschiffs.

## Leben
Fedir Anders war deutscher Abstammung. Er kam als Sohn eines Arbeiters des Arsenalwerks in Kiew zur Welt und ging dort zur Realschule. Später besuchte er die Landesvermessungschule und 1918 schloss er ein Studium am Kiewer Polytechnischen Institut ab, dass er, parallel zu seinen Ingenieurstätigkeiten, absolvierte. Bereits während des Studiums interessierte er sich für die Luftfahrt und schrieb die viel beachtete Broschüre Wie kann man selbst ein Flugzeug bauen?. Sein Hauptinteresse galt jedoch der Luftschifffahrt.
In den Jahren 1909 bis 1911 baute er zwecks Werbung für einen Luftschiffbau zunächst das Modell eines Prallluftschiffes.

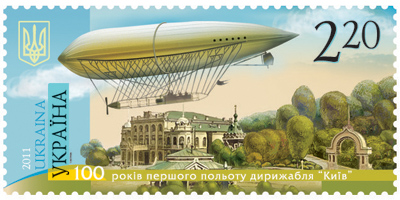
Ukrainische Briefmarke von 2011: „100 Jahre des ersten Fluges des Luftschiffes Kiew“

Am 9. Oktober 1911 unternahm Anders in Kiew den ersten öffentlichen Flug eines zivilen Luftschiffes im russischen Reich auf dem von ihm selbst entworfenen Luftschiff.
Das Prallluftschiff namens „Kiew“, das er selbst finanzierte und, von der Ballonhülle abgesehen, komplett von eigener Hand erbaute, hatte ein Volumen von 850 m³, eine Länge von 40 m, einen Durchmesser von 7 m und ein Gewicht von etwa 524 kg. Es konnte zwei Mechaniker und drei weitere Passagiere transportieren. Das Schiff besaß elektrisches Licht und einen 25-PS-Motor, mit dem das Schiff eine Geschwindigkeit vom 35 km/h erreichen konnte.
Am 6. August 1912 nahm er an einem Manöver des Militärbezirk Kiew teil. Er stieg, obwohl das Luftschiff mit ihm, seinem Sohn sowie einem Mechaniker besetzt war und Reservekraftstoff sowie 60 kg Ballast mitführte, schnell auf eine Höhe von 1000 Metern. Jedoch kam es auf Grund von Gegenwind zu einem Ausfall des Motors und er trieb 120 km von Kiew ab und konnte schließlich bei Tschernihiw notlanden.
Im Winter 1911/12 verbesserte er das Luftschiff. Mit diesem modernisierten Modell unternahm er über 150 Flüge und führte dabei insgesamt 200 Passagiere mit.
Am 12. August 1912 machte Anders zur Neueröffnung des Sportstadions in Kiew-Lukjaniwka (ukr.: Лукянівка; heute Stadtteil des Kiewer Rajons Schewtschenko) einen Flug von Kiew nach Oster. Am darauffolgenden Tag fing der Motor Feuer und das Luftschiff verbrannte vollständig, wobei glücklicherweise kein Personenschaden entstand.
Nach diesem Unglück begann er mit dem Entwurf eines weiteren Luftschiffs, der „Kiew 2“, den er am 22. Oktober 1912 der Kiewer Gesellschaft für Luft- und Raumfahrt vorstellte. Der Entwurf sah ein Luftschiff für 12 Passagiere vor, das zwischen Kiew und Moskau verkehren sollte. Mit einer bootsförmigen Gondel sollte das Luftschiff wassern und als Schiff weiterfahren können. Dieser Entwurf kam wegen des Mangels an finanziellen Mitteln jedoch über die Planungsphase nicht hinaus.
Ende 1912 ging er zur Weiterbildung für ein Jahr als Luftschiffbauer zur Luftschiffbau Zeppelin GmbH von Ferdinand Graf von Zeppelin nach Deutschland. Nach Kiew zurückgekehrt, befasste er sich mit dem Bau eines Gerüstes für ein Starrluftschiff. Mit seinen bei Zeppelin gemachten Erfahrungen und schriftlichen Rückfragen bei Konstantin Eduardowitsch Ziolkowski fand er eine technische Lösung, mit wenig Wasserstoff auszukommen, konnte diese aber wegen des Ausbruchs des Ersten Weltkrieges nicht realisieren. 1921 erhielt er von der Sowjetregierung den Auftrag ein Luftschiff zur Personenbeförderung mit einem Fassungsvermögen von 100 Passagieren zu entwerfen. Im Frühjahr 1924 war der Entwurf eine Starrluftschiffes mit änderbarem Volumen fertig. Dieser Entwurf stieß bei den Experten auf reges Interesse und man beschloss den Bau eines 5000 m³ großen Luftschiffes nach diesem Entwurf. Nachdem er den Entwurf etwas vereinfacht hatte, gründete er die Gesellschaft „Akopeda“ (ukrainisch: Акопеда) zum Bau und zum Betrieb des Luftschiffs, was aber durch seinen Tod im Mai 1926 nicht zustande kam.

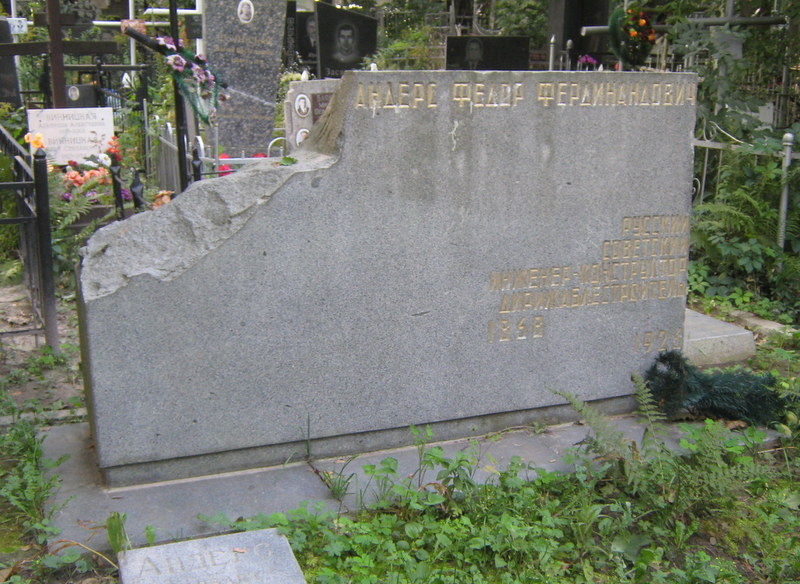
Anders Grab auf dem Baikowe-Friedhof

Fedir Anders starb zwei Tage vor seinem 58. Geburtstag in Kiew und wurde dort auf dem Baikowe-Friedhof bestattet.
Er war Mitglied der von 1909 bis 1917 bestehenden Kiewer Luftfahrt-Gesellschaft und von 1923 an Mitglied der Aviation-Wissenschaftlich-Technischen Gesellschaft am Kiewer Polytechnischen Institut.

## Gedenken
In Kiewer Stadtviertel Чоколівка /Tschokoliwka war in der zweiten Hälfte des 20. Jahrhunderts eine Straße und ist heute noch eine Bushaltestelle nach ihm benannt.
Am Haus Nr. 50 der Kiewer Bohdan-Chmelnyzkyj-Straße, das er zwischen 1913 und 1926 bewohnte, wurde am 30. Oktober 1970 eine Gedenktafel  zu seiner Erinnerung angebracht. Die Inschrift der Gedenktafel lautet:

„In diesem Haus lebte von 1913–1926
der inländische Luftfahrt-Pionier,
Designer und Ingenieur
Fedir Ferdynandowytsch
Anders (1868–1926)“